# Comportement antisocial
Ne doit pas être confondu avec Trouble de la personnalité antisociale.
Le comportement antisocial (avec ou sans trait d'union) est un comportement manquant de considération pour les autres individus et susceptible d'être préjudiciable à la collectivité, aussi bien intentionnellement que par négligence. Ce comportement est le contraire du comportement prosocial qui favorise habituellement l'adaptation de l'individu à la société[source insuffisante]. Les lois des différents pays sont les réponses légales aux comportements antisociaux en matière de prévention ou de répression.
Le terme "antisocial" fait parfois allusion à une sorte d'hostilité à l'égard des formes d'expression négatives de la morale sociale (morale sociale théologique, agnostique ou athée) ou moralisme social.
En psychiatrie, particulièrement dans le Manuel diagnostique et statistique des troubles mentaux, un comportement antisocial persistant est l'un des symptômes du trouble de la personnalité antisociale. Le CIM-10 définit une conception similaire nommée trouble de la personnalité dyssociale.